# Pseudione chiloensis
Pseudione chiloensis là một loài chân đều trong họ Bopyridae. Loài này được Rom n-Contreras & Wehrtmann miêu tả khoa học năm 1997.